# Contrato de locação
Contrato de locação é aquele contrato pelo qual uma das partes (locador) se obriga a ceder à outra (locatário), por tempo determinado ou não, o uso e gozo de coisa não fungível, mediante certa retribuição. Trata-se de contrato bilateral, oneroso (mediante pagamento), consensual (a obrigação surge no acordo de vontade), comutativo, diferido no futuro e não solene (pode ser verbal, por exemplo).
Há três modalidades de locação:
- de bem;
- de serviço;
- de obra.

O art. 1º da Lei nº 8.245 de 1991 aponta quais as locações que não estão abrangidas pela lei.